# Toán học và nghệ thuật

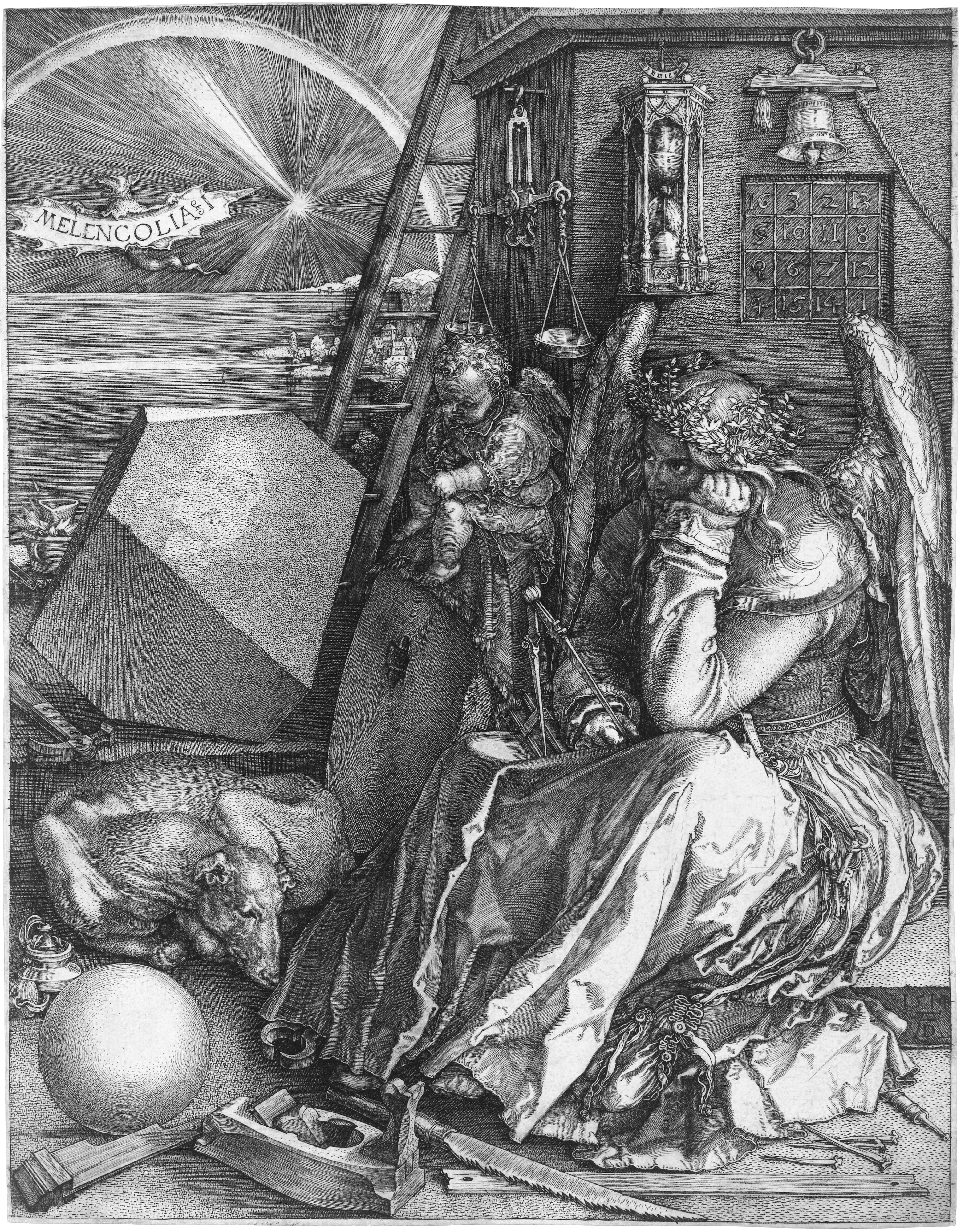
Toán học trong nghệ thuật: Bản khắc trên tấm đồng mang tên Melencolia I (1514) của Albrecht Dürer. Những yếu tố liên quan đến toán học bao gồm com-pa đại diện cho hình học, hình vuông ma thuật và hình khối triangular trapezohedron cắt cụt, còn đo lường thì được biểu thị bằng cân và đồng hồ cát.

Toán học và nghệ thuật có mối liên hệ theo nhiều cách khác nhau. Bản thân toán học đã là một bộ môn nghệ thuật được thúc đẩy bởi cái đẹp. Có thể thấy rõ hình bóng của toán học trong các môn nghệ thuật như âm nhạc, khiêu vũ, hội họa, kiến trúc, điêu khắc và dệt may.
Toán học và nghệ thuật có mối quan hệ lịch sử lâu dài. Nhiều nghệ sĩ đã áp dụng toán học kể từ thế kỷ 4 TCN, khi nhà điêu khắc Hy Lạp Polykleitos đưa ra quy ước giả định dựa trên tỷ lệ lý tưởng cho nam khỏa thân là 1: √2. Có nhiều tuyên bố phổ biến niềm tin rằng tỷ lệ vàng đã được áp dụng trong nghệ thuật và kiến trúc cổ đại mặc dù không có nhiều bằng chứng đáng tin cậy. Tại nước Ý thời Phục Hưng, Luca Pacioli đã viết chuyên luận có tầm ảnh hưởng là De divina ratiotione (1509), sử dụng tranh khắc gỗ của Leonardo da Vinci làm hình minh họa cho việc sử dụng tỷ lệ vàng trong nghệ thuật. Một họa sĩ người Ý khác là Piero della Francesca đã khai thác ý tưởng của Euclid về phối cảnh trong các chuyên luận như De Prospectiva Pingendi, và cả trong những bức tranh của ông. Thợ chạm khắc Albrecht Dürer từng đề cập nhiều đến toán học trong tác phẩm Melencolia I. Vào thời hiện đại, nghệ sĩ đồ họa M. C. Escher đã ứng dụng rộng rãi hình học hyperbol và tessellation, với sự trợ giúp của nhà toán học H. S. M. Coxeter. Phong trào De Stijl do Theo van Doesburg và Piet Mondrian dẫn đầu cũng bao gồm nhiều dạng hình học một cách rõ ràng. Toán học truyền cảm hứng cho nhiều sản phẩm dệt may như may ghép, đan, thêu chữ thập, móc, dệt, thảm Thổ Nhĩ Kỳ và các loại thảm khác, chẳng hạn như kilim. Trong nghệ thuật Hồi giáo, sự đối xứng được thể hiện rõ ràng dưới nhiều hình thức như gạch girih của Ba Tư và gạch zellige của Ma-rốc, các tấm bình phong đá jali trong kiến trúc Mughal, và mái vòm muqarnas.
Toán học tác động trực tiếp đến nghệ thuật với những khái niệm như phối cảnh tuyến tính, phân tích đối xứng, và các vật thể trong toán học như khối đa diện và dải Mobius. Magnus Wenninger tạo ra khối đa diện xòe ra như hình sao đầy màu sắc, với mục đích ban đầu là để phục vụ cho việc giảng dạy. Những khái niệm toán học như đệ quy và nghịch lý logic có thể nhận thấy trong tranh của René Magritte và tranh khắc của M. C. Escher. Nghệ thuật máy tính thường sử dụng những fractal bao gồm tập hợp Mandelbrot, và đôi khi nghiên cứu các vật thể toán học khác như cellular automata. Nghệ sĩ David Hockney đưa ra quan điểm gây tranh cãi rằng nghệ sĩ từ thời Phục Hưng trở đi đã sử dụng camera lucida để biểu diễn quang cảnh một cách chính xác. Kiến trúc sư Philip Steadman cũng lập luận tương tự rằng Vermeer từng sử dụng camera obscura trong những bức tranh có góc quan sát khác biệt.
Những mối liên hệ khác bao gồm việc phân tích thuật toán trong tác phẩm nghệ thuật bằng quang phổ huỳnh quang tia X, việc phát hiện ra rằng những tấm batik truyền thống ở từng vùng thuộc Java có khổ fractal riêng biệt, và các tác nhân kích thích việc nghiên cứu toán học, đặc biệt là lý thuyết về phối cảnh của Filippo Brunelleschi dẫn đến sự ra đời của hình học xạ ảnh. Có một quan điểm lâu dài, chủ yếu dựa vào quan niệm của Pythagoras về hòa âm trong âm nhạc, cho rằng mọi thứ được sắp đặt bởi Con số, rằng Chúa là nhà hình học của thế giới, và do đó hình học của thế giới là biểu tượng linh thiêng.

### Tiêu chuẩn của Polykleitos và symmetria

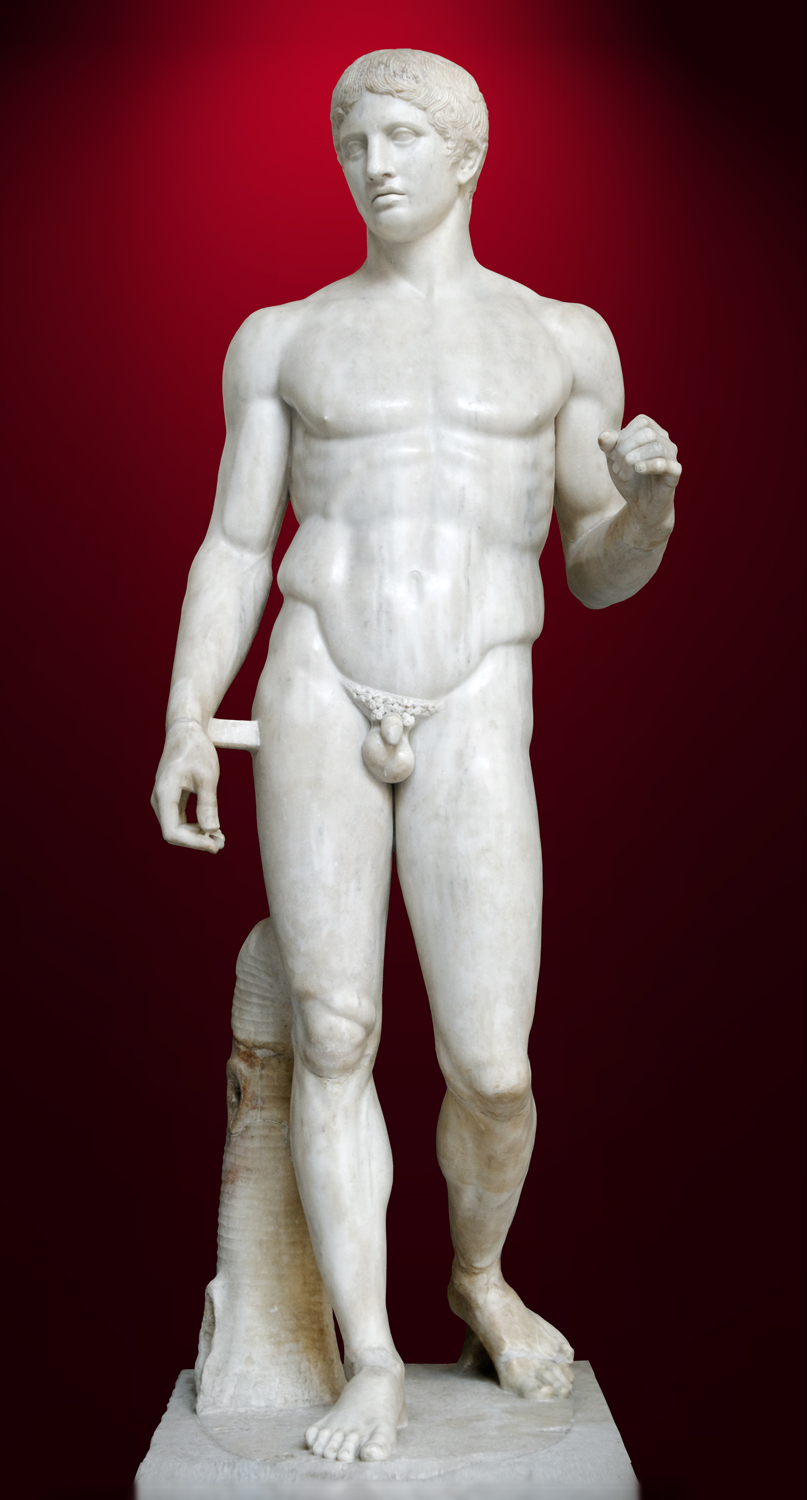
Bản sao La Mã của bức tượng Doryphorus được điêu khắc bằng đá cẩm thạch, bản gốc là bức tượng bằng đồng của Polykleitos

### Phối cảnh và sự cân xứng

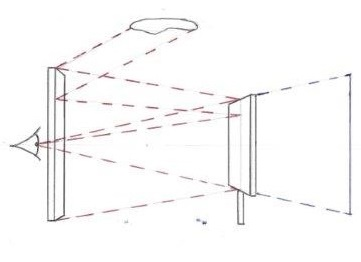
Thí nghiệm của Brunelleschi về phối cảnh tuyến tính

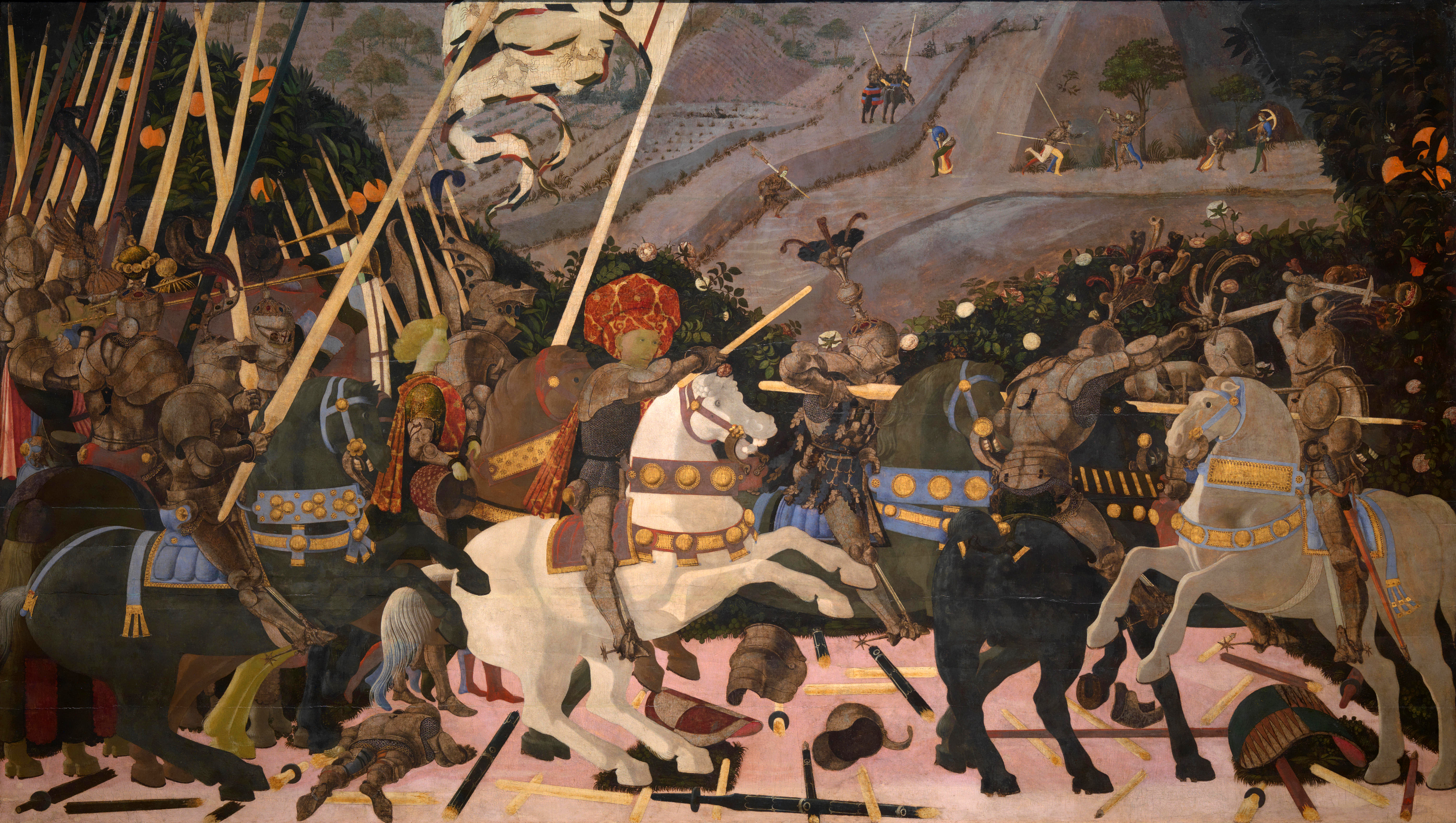
Paolo Uccello sử dụng phối cảnh tuyến tính mang tính cách tân trong chùm tranh về Trận San Romano (khoảng 1435–1460).

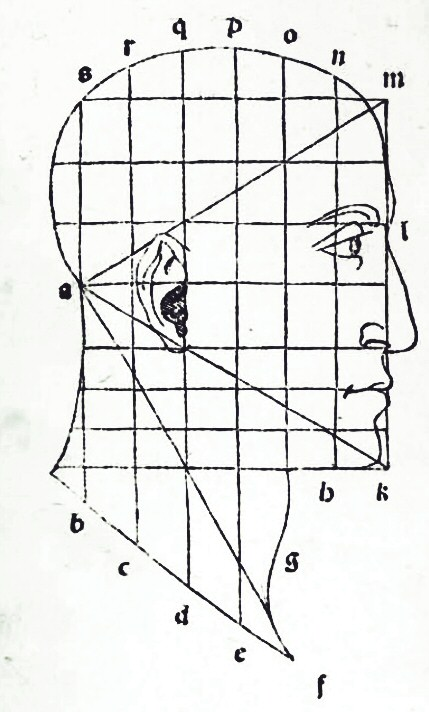
Tranh khắc gỗ trong tác phẩm De divina proportione của Luca Pacioli thể hiện hình tam giác đều trên mặt người.
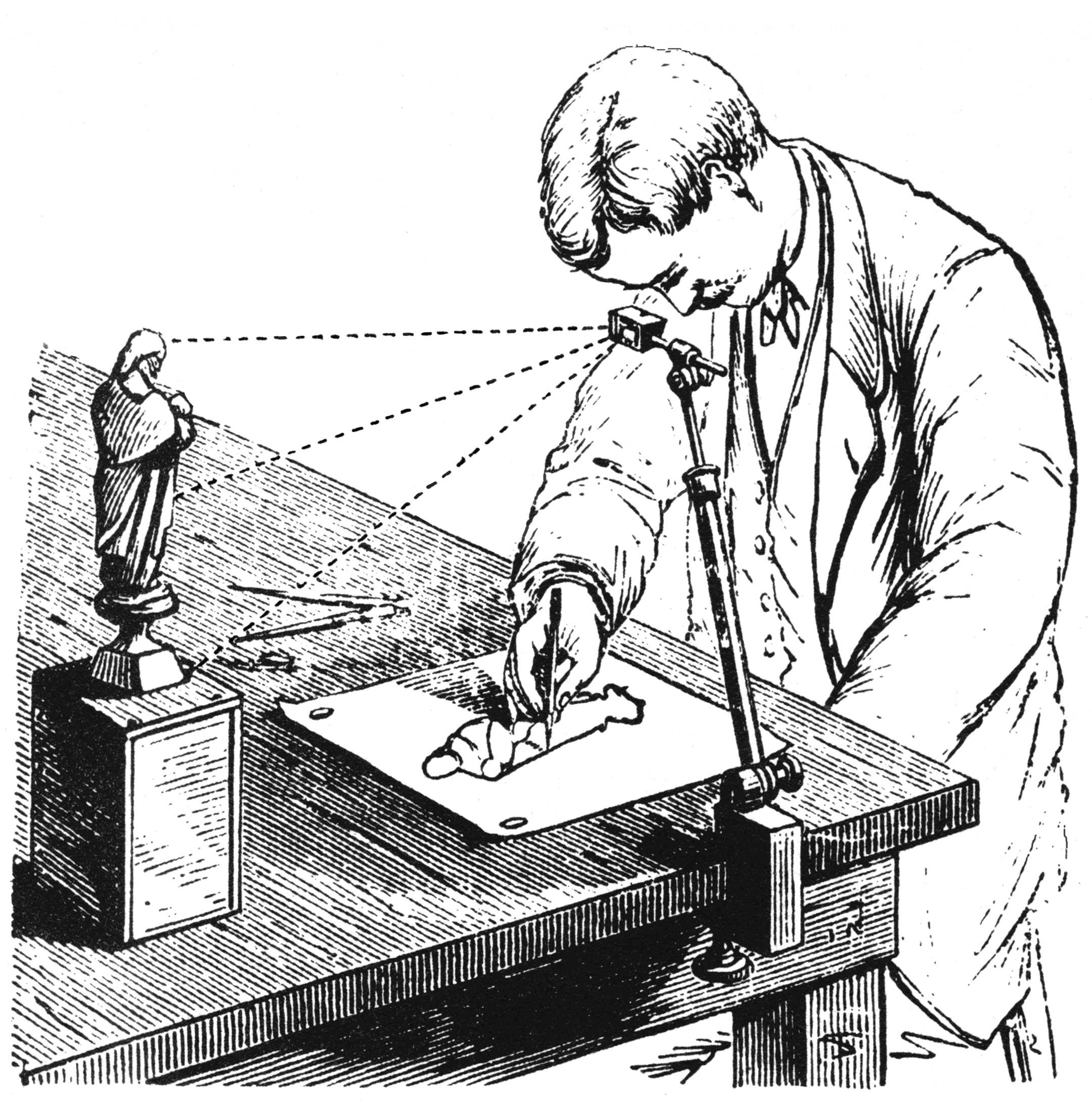
Camera lucida được sử dụng để vẽ bức tượng thu nhỏ. Scientific American, 1879
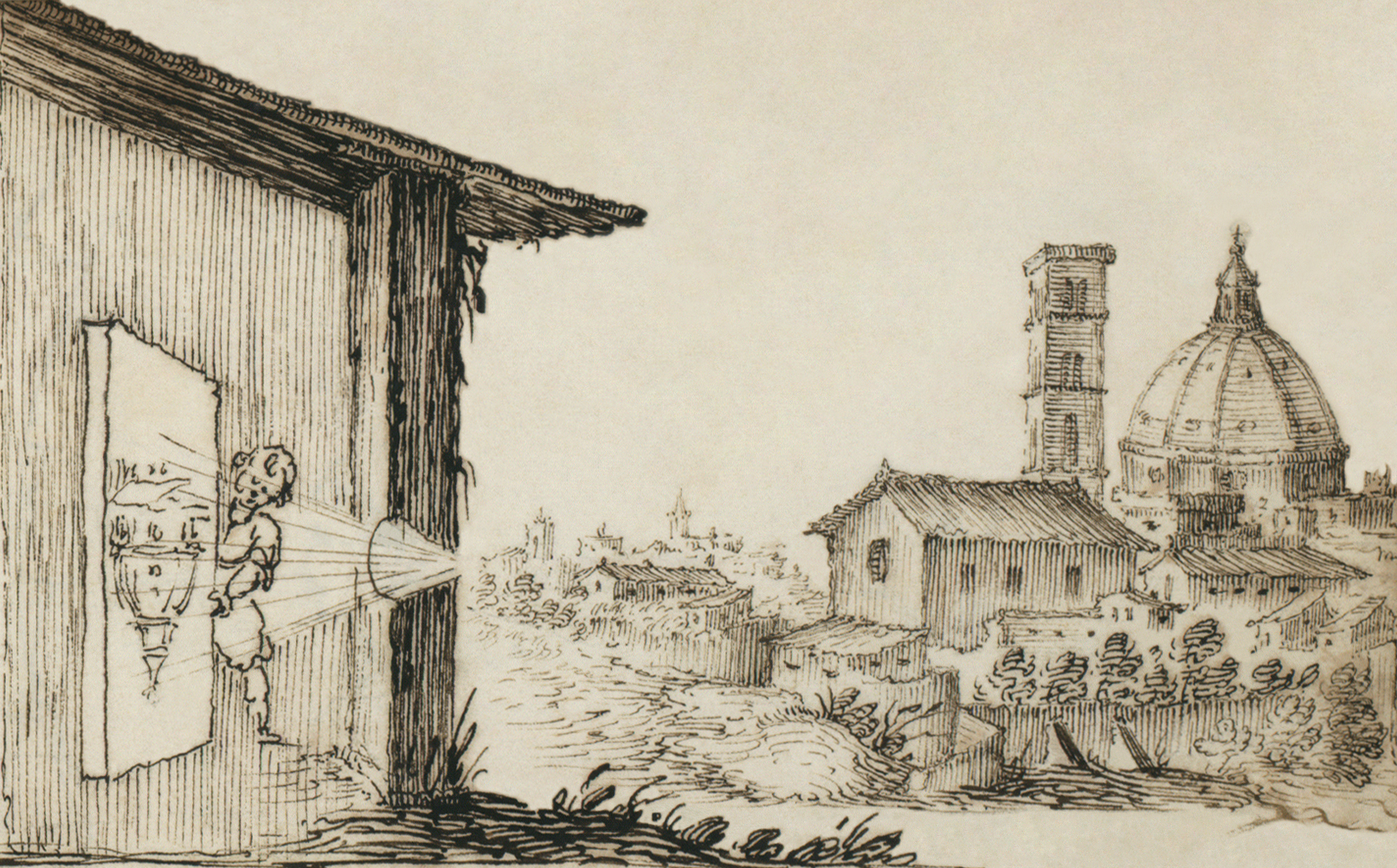
Minh họa về một người nghệ sĩ sử dụng camera obscura (thế kỷ 17).
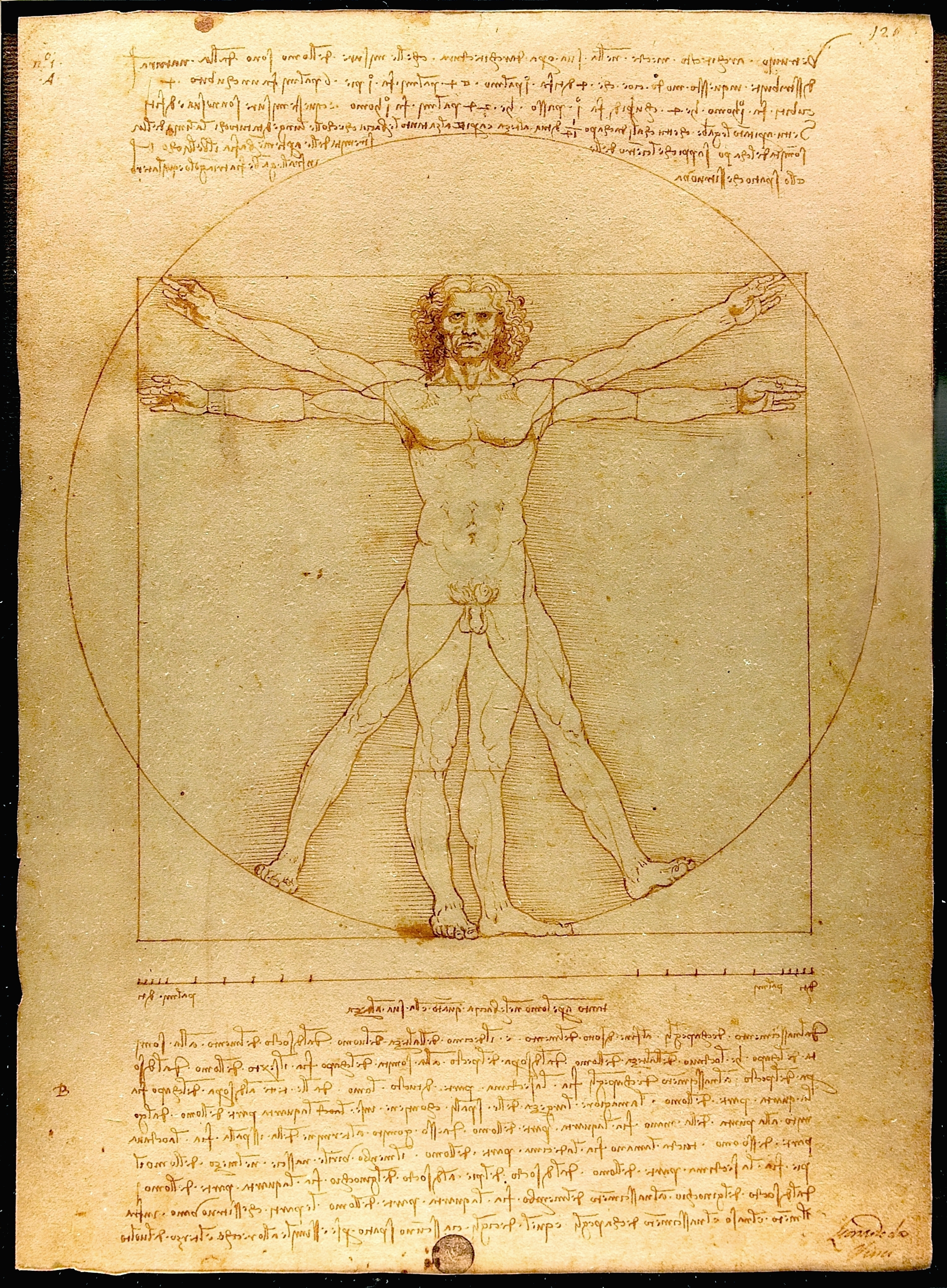
Sự cân xứng: Bức họa Người Vitruvius của Leonardo (khoảng 1490).
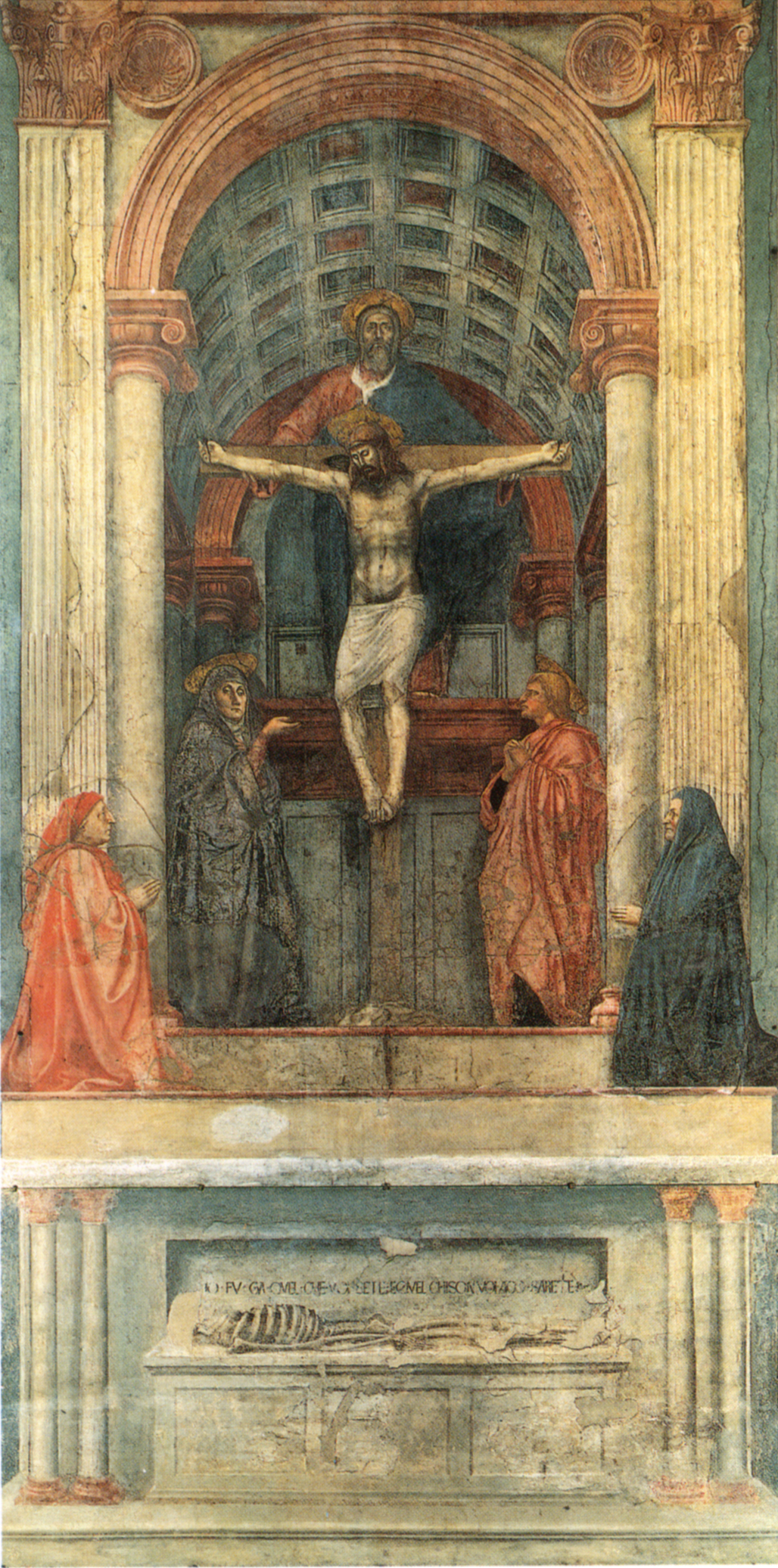
Lý thuyết về phối cảnh của Brunelleschi: bức tranh về Ba Ngôi do họa sĩ Masaccio thể hiện (khoảng 1426–1428, tại Vương cung thánh đường Santa Maria Novella.
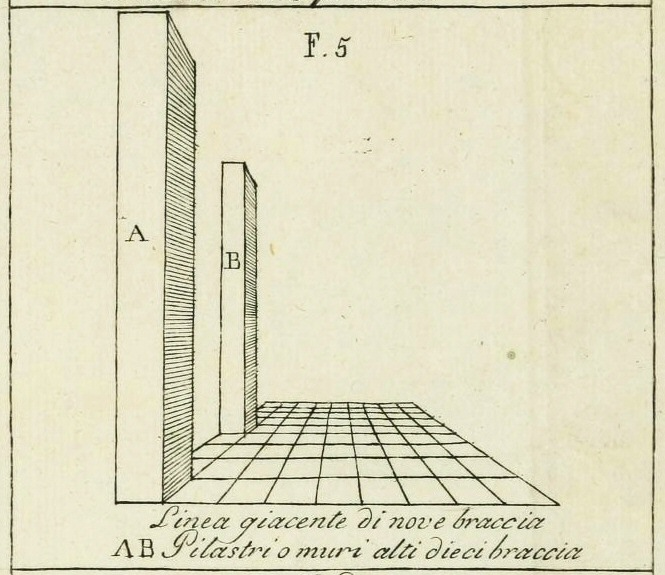
Bản vẽ trong luận thuyết Della Pittura (1435) của Leon Battista Alberti.
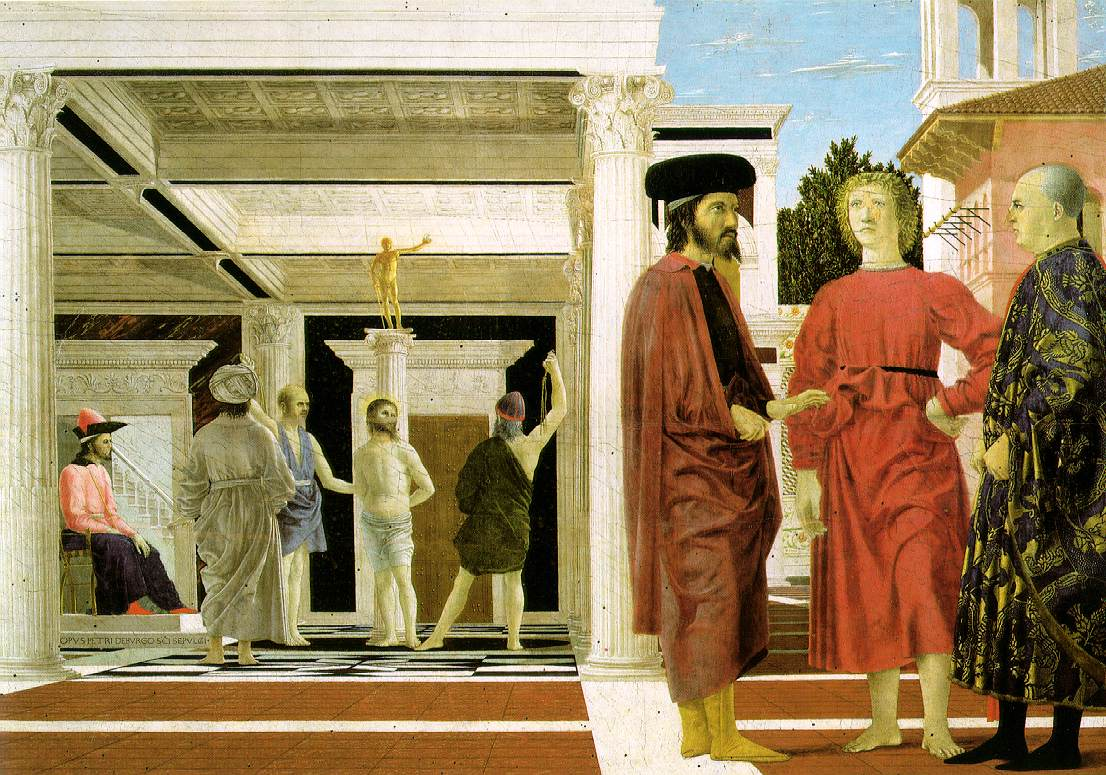
Phối cảnh tuyến tính trong tác phẩm Sự trừng phạt Chúa Giê-su (1455–1460) của họa sĩ Piero della Francesca.
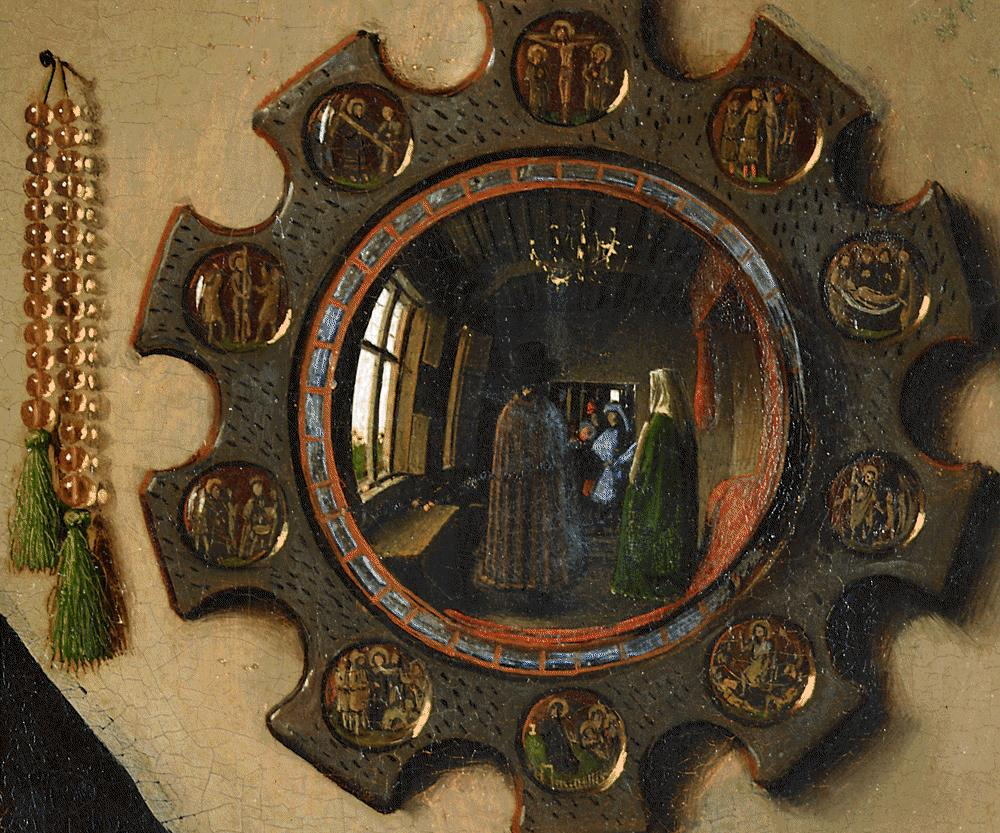
Phối cảnh cong: tấm gương lồi trong bức Chân dung Arnolfini (1434) của họa sĩ Jan van Eyck.
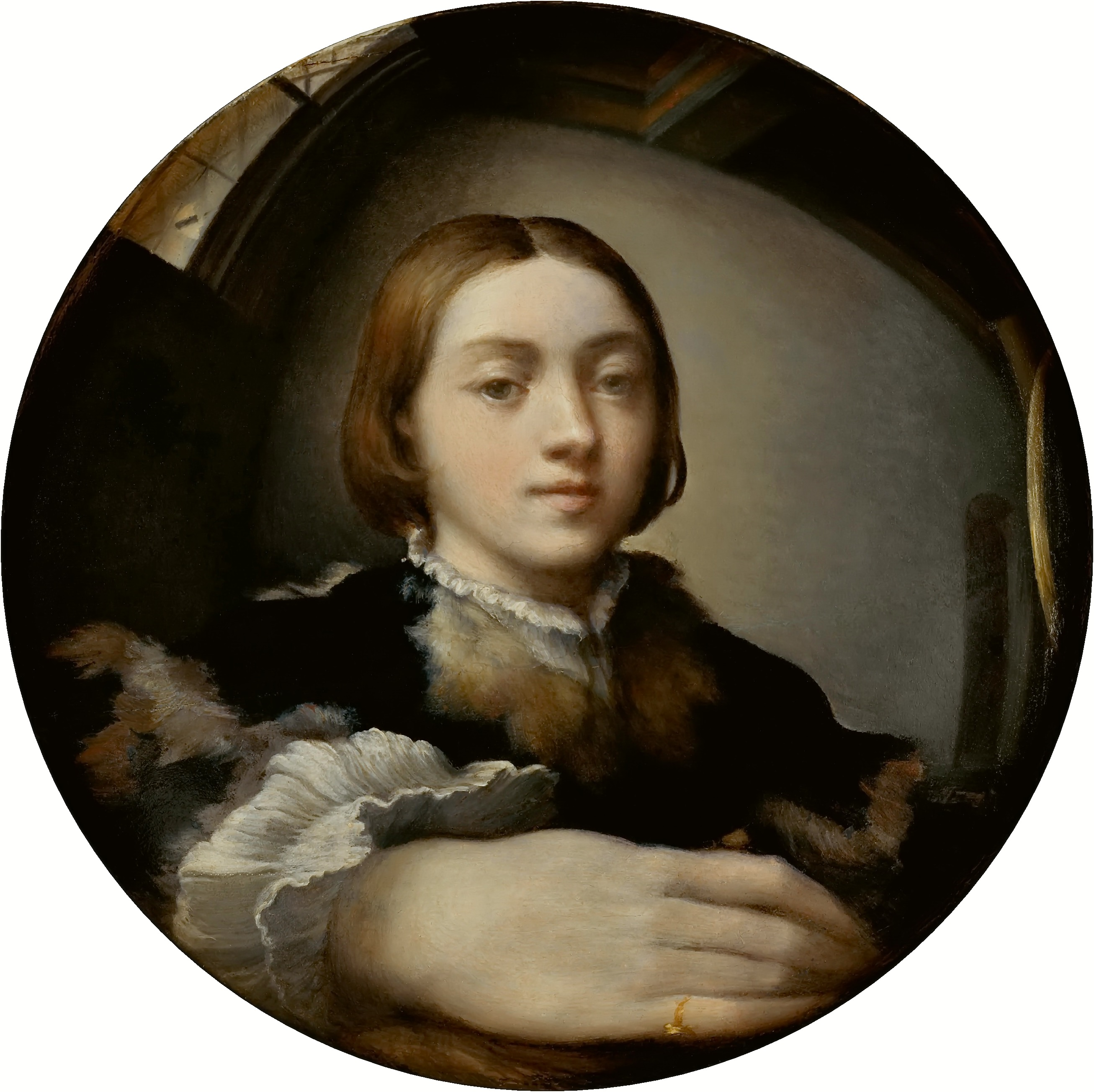
Chân dung tự họa trong tấm gương lồi (khoảng 1523–1524) của họa sĩ Parmigianino.
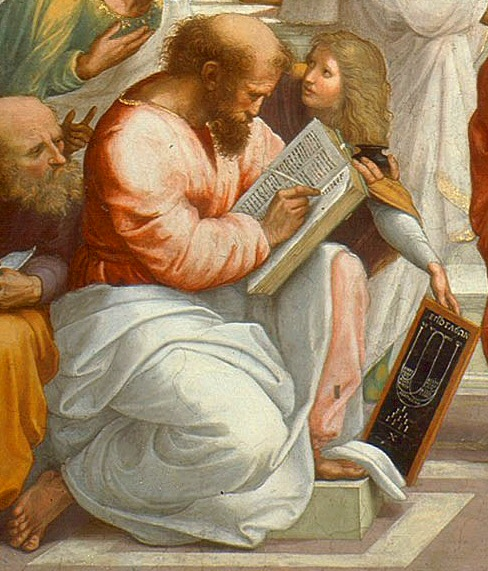
Pythagoras với bảng tỉ lệ lý tưởng, trong tác phẩm Trường Athena (1509) của Raphael.
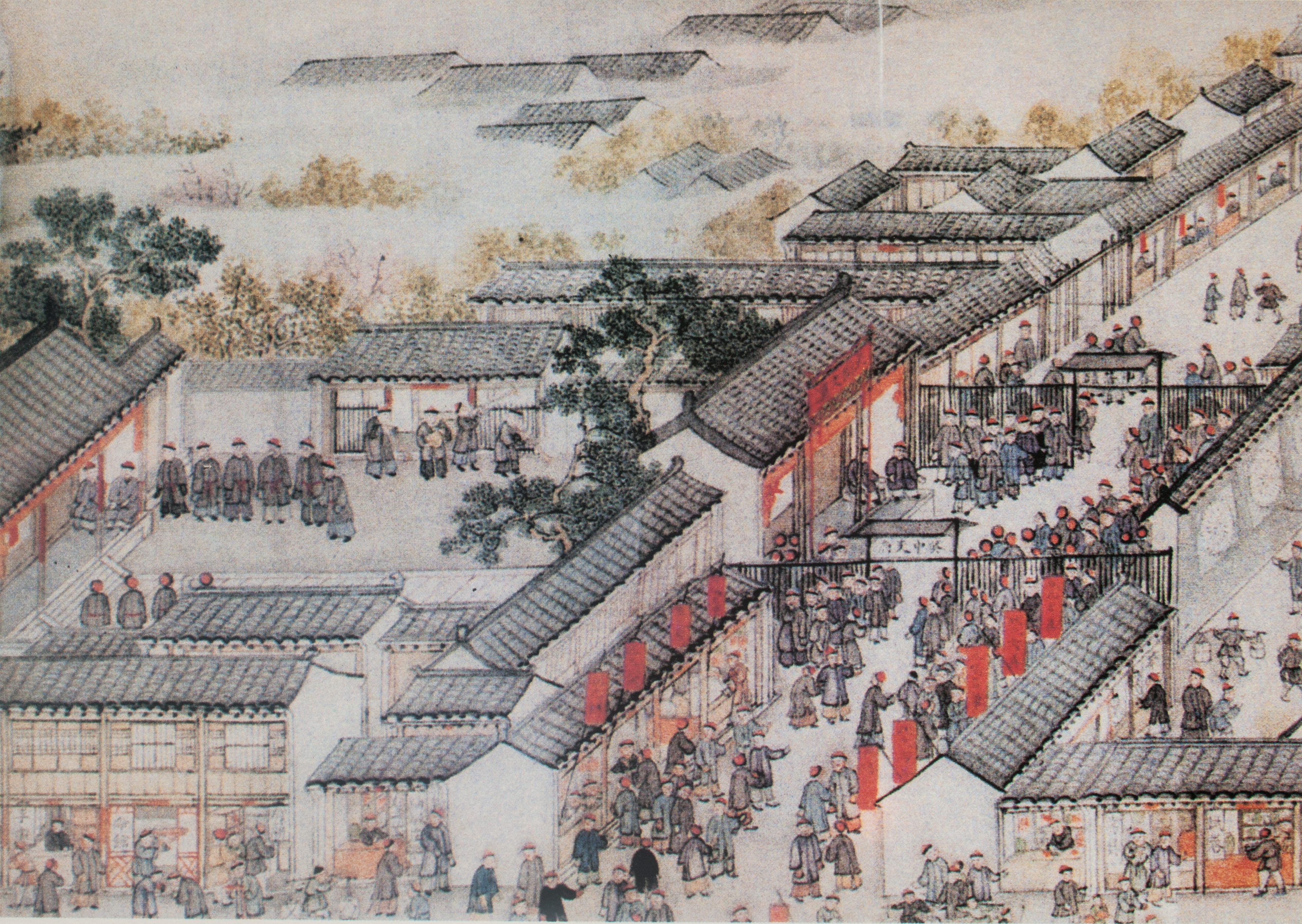
Phép chiếu xiên: Lối vào và sân của một nha môn (thế kỷ 18). Bức tranh cuộn này là do họa sĩ Từ Dương, người đến từ Tô Châu thực hiện, theo lệnh của Hoàng đế Càn Long.
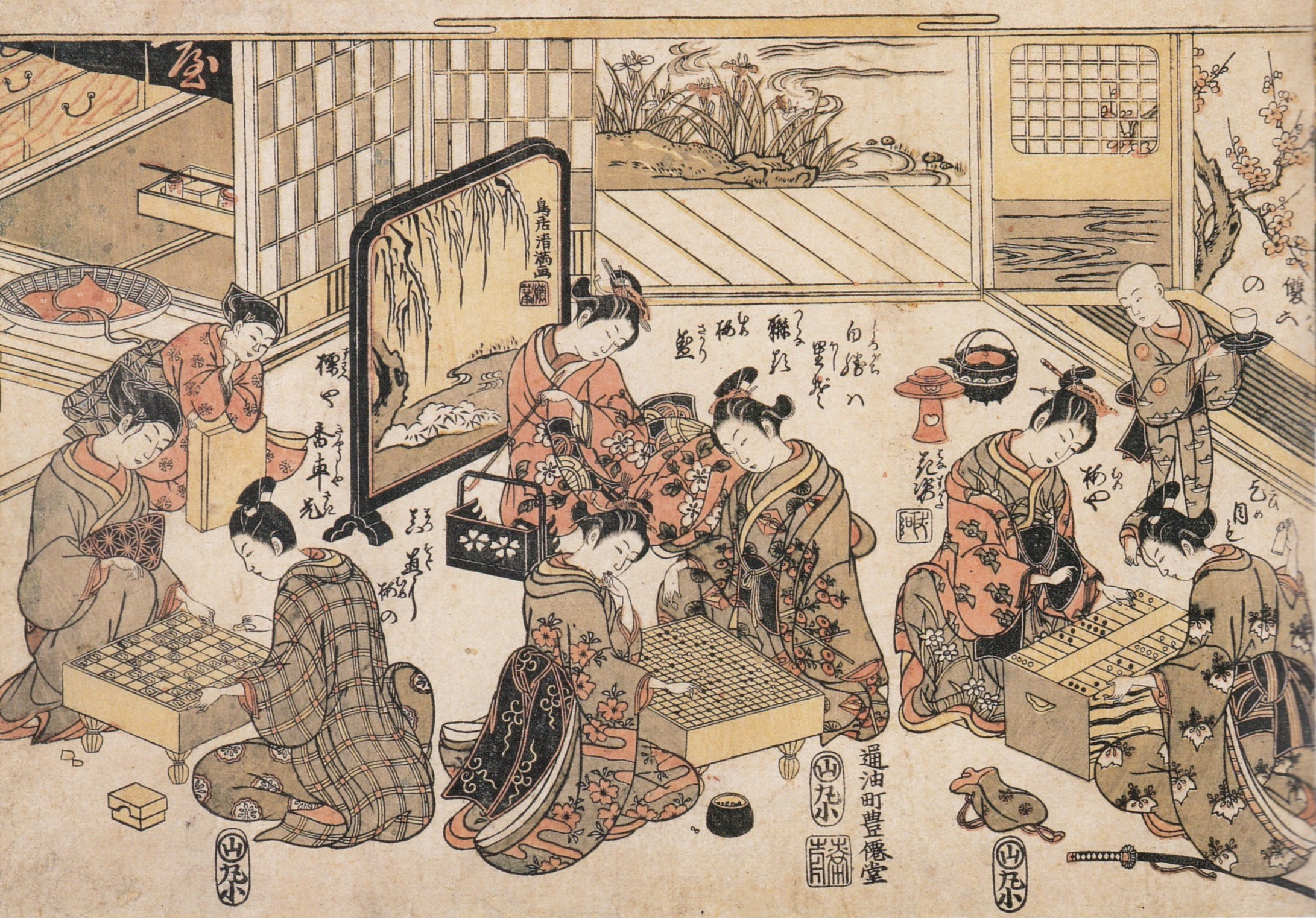
Phép chiếu xiên: phụ nữ chơi cờ Shogi, cờ vây và cờ sugoroku. Bức tranh của họa sĩ Nhật Bản Kiyonaga Torii (1780).

### Tỷ lệ vàng

Cơ sở: tỷ lệ cạnh huyền (b:a) của Kim tự tháp Khufu có thể là: 1:φ (tam giác Kepler), 3:5 (tam giác 3-4-5) hoặc 1:4/π.
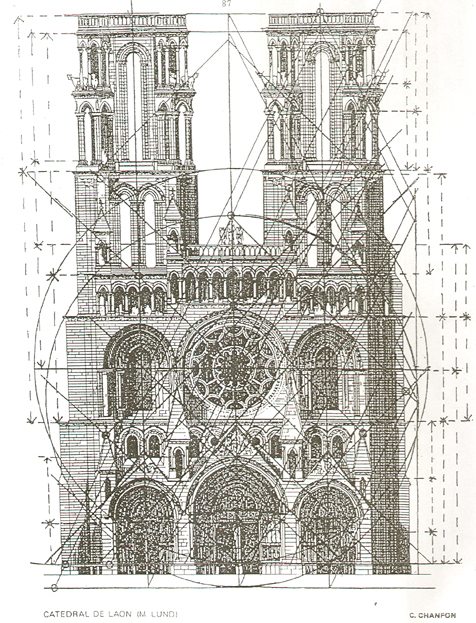
Tỷ lệ giả định: Nhà thờ Đức Bà Laon.
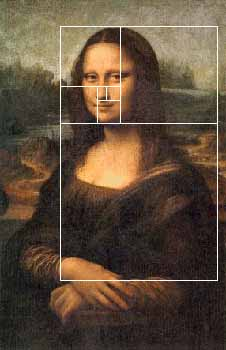
Hình chữ nhật vàng chồng lên bức tranh Mona Lisa.

### Khối đa diện

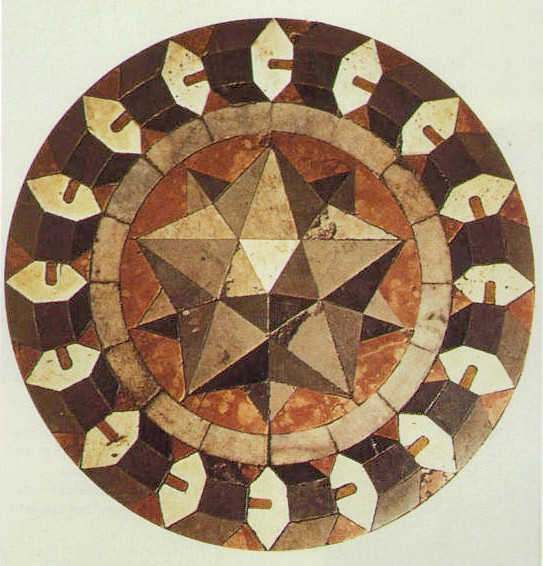
Tranh khảm bằng đá cẩm thạch tại Vương cung thánh đường San Marco do Paolo Uccello thực hiện.
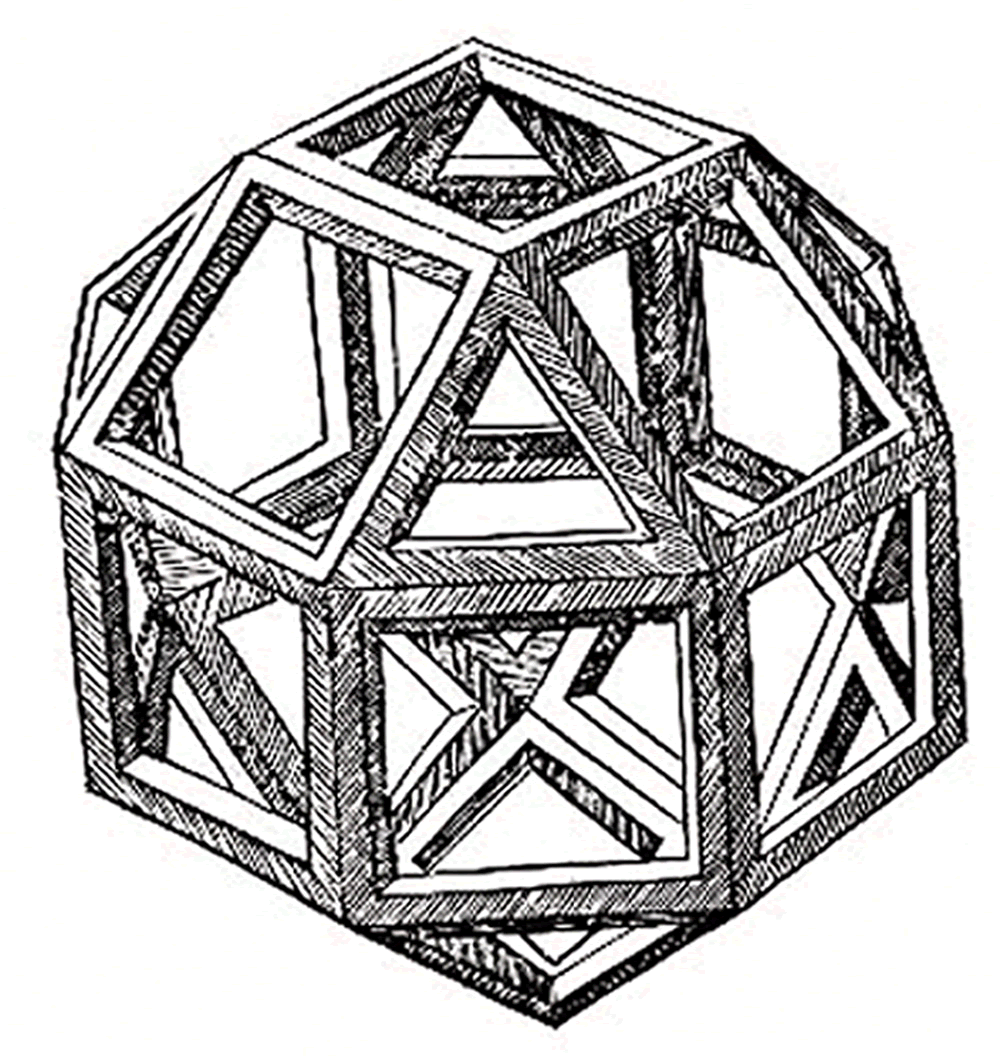
Hình minh họa đầu tiên của khối rhombicuboctahedron do Leonardo da Vinci vẽ trong cuốn De Divina Proportione (1509).
Hình khối tesseract.

## Mối quan hệ phức tạp

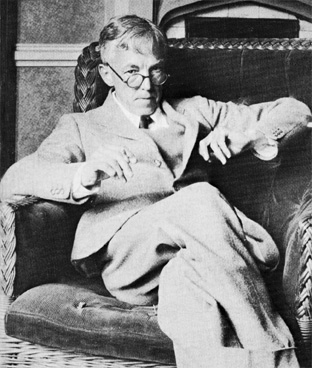
Nhà toán học G. H. Hardy đã đề ra một bộ tiêu chí cho vẻ đẹp toán học.

### Công cụ toán học cho nghệ thuật

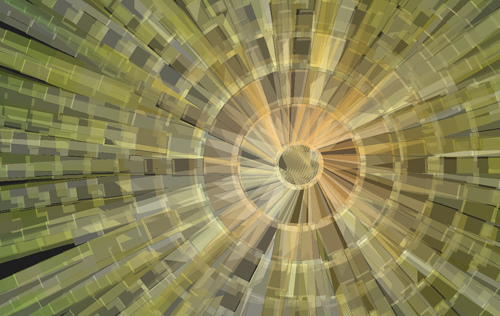
Tác phẩm Octopod của nghệ sĩ Mikael Hvidtfeldt Christensen. Phần mềm Structure Synth đã tạo ra tác phẩm nghệ thuật thuật toán này.

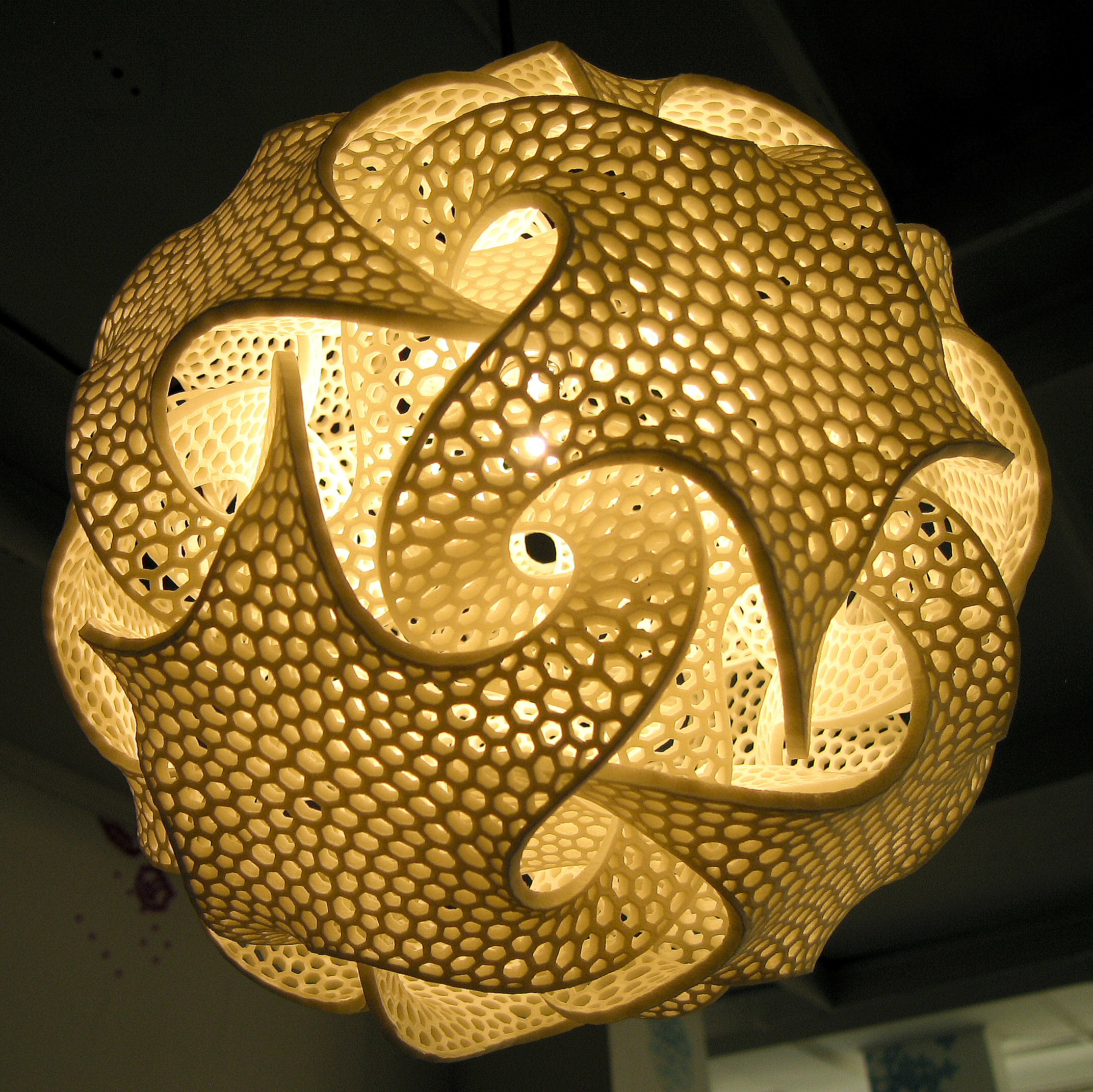
Tác phẩm điêu khắc toán học của nghệ sĩ Bathsheba Grossman, 2007.
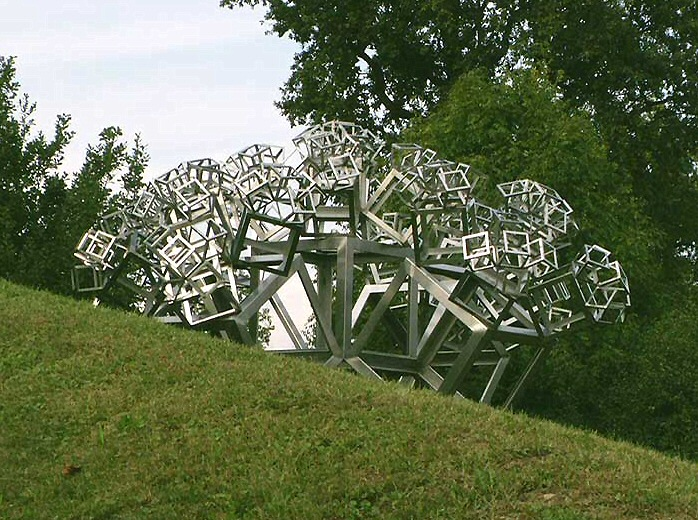
Tác phẩm điêu khắc phân dạng: 3D Fraktal 03/H/dd của Hartmut Skerbisch, 2003.
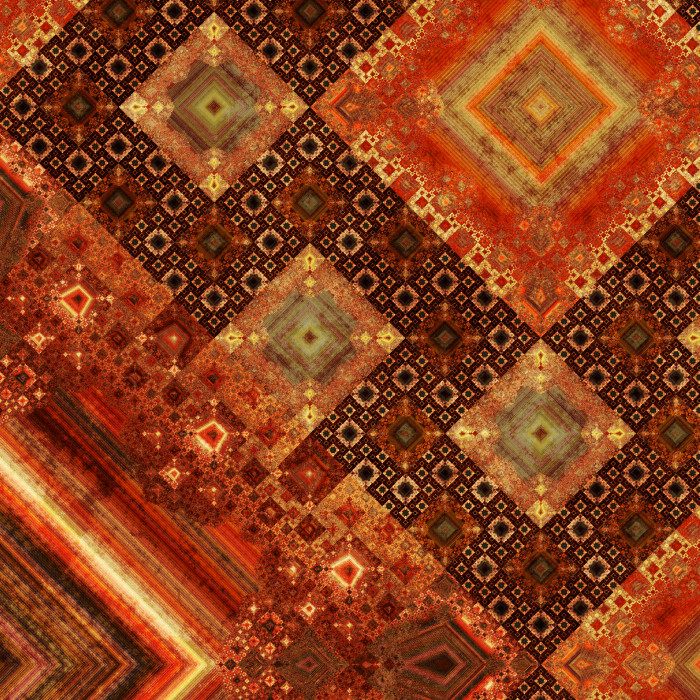
Dãy từ Fibonacci: tác phẩm nghệ thuật của Samuel Monnier, 2009.
Ảnh nghệ thuật máy tính do "Máy vẽ 1" của Desmond Paul Henry tạo ra, triển lãm năm 1962.
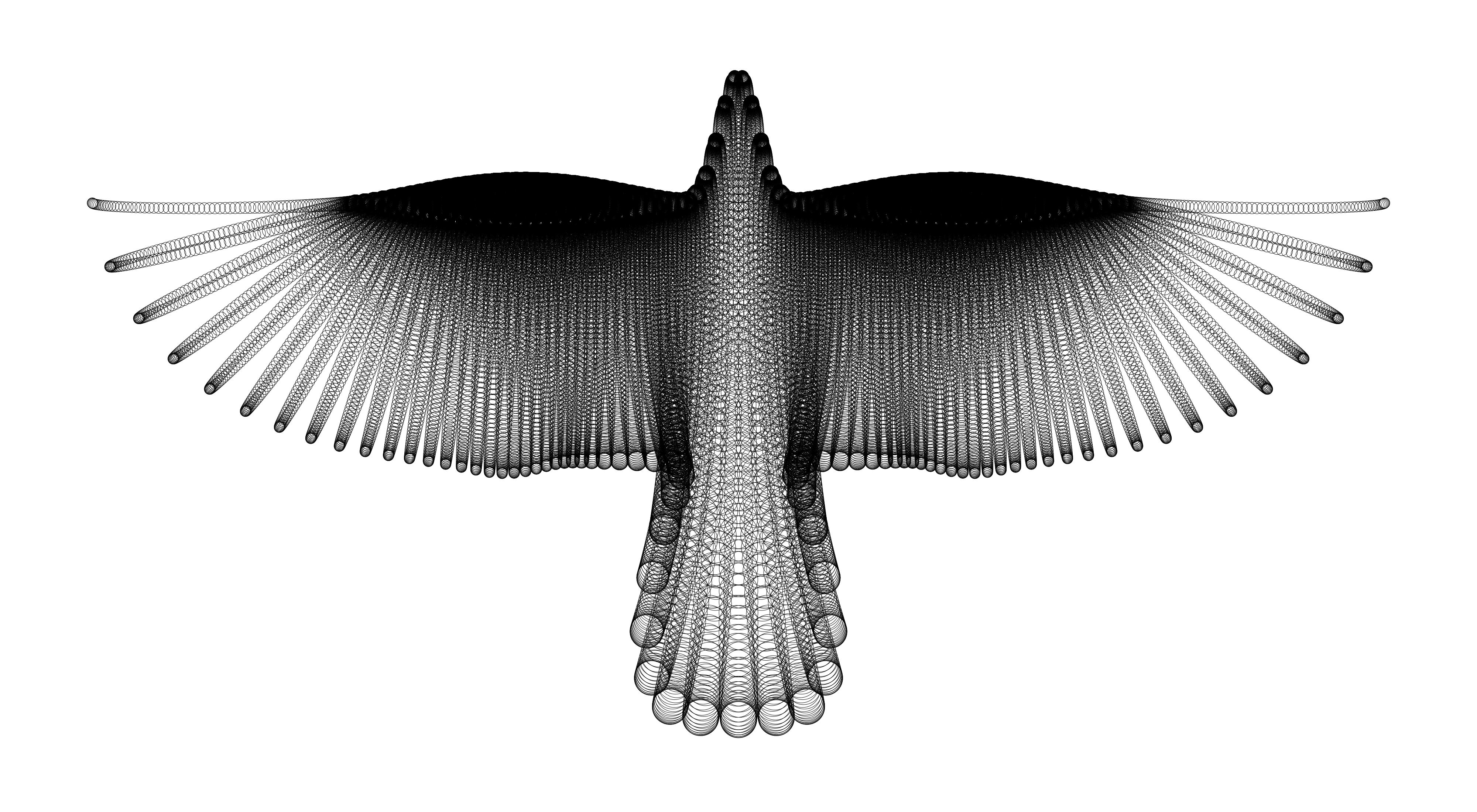
Tác phẩm A Bird in Flight (2016) do Hamid Naderi Yeganeh tạo nên bằng cách vẽ nhiều họ đường cong.

### Từ toán học đến nghệ thuật

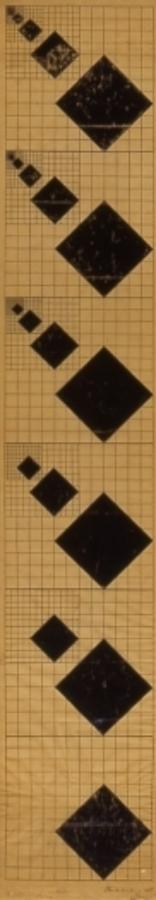
Six Moments in the Development of Plane to Space của Theo van Doesburg